# Арахнозы
Арахно́зы (лат. Arachnoses) — болезни человека и животных, вызываемые паукообразными — клещами, ядовитыми пауками, скорпионами и сольпугами.

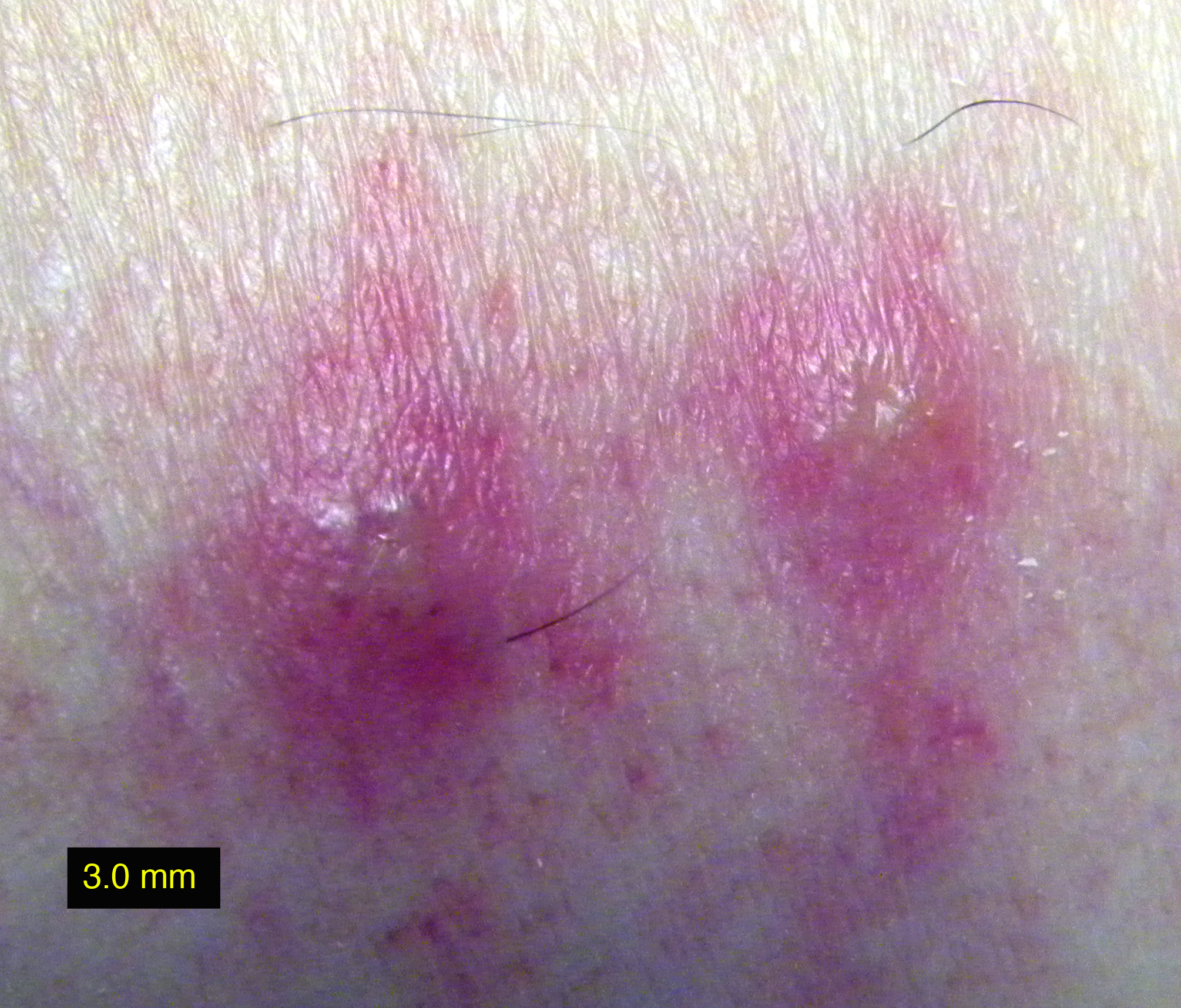
Поражение кожи при тромбидиазе

Арахнозы часто объединяют с энтомозами под термином «арахноэнтомозы» (см. инфестация).

## Клещи
Клещи вызывают у людей акариазы, при укусах они также передают ему целый ряд трансмиссивных болезней. Клещи нередко вызывают такие тяжело протекающие и распространённые среди сельскохозяйственных и домашних животных заболевания, как акарозы, псороптозы и др.
Укусы клеща вызывают местное воспаление и зуд. Клеща удаляют с помощью пинцета или нитяной петли, которую затягивают на хоботке паукообразного как можно ближе к коже. При этом надо тянуть его не прямо на себя, а осторожно раскачивая из стороны в сторону. Не стоит смазывать клеща маслом или другими едкими веществами. Это вызывает у него рвоту, что чревато попаданием в кровь человека боррелий и других патогенных микроорганизмов из ЖКТ клеща. После удаления клеща ранку необходимо смазать йодом или зелёнкой.

## Пауки
Укусы ядовитых пауков очень опасны. Патогенез связан с действием их яда, аллергической реакцией организма на введение этого яда, инфекцией, внесённой в рану.
Возможно развитие большой эозинофилии после укусов некоторых паукообразных (тарантулы, птицееды и др. виды тропических пауков, скорпионы). На месте укуса обычно появляются гиперемия и отёк, возможен лимфаденит и лимфангоит. Могут быстро развиться общетоксические реакции: головная боль, тошнота, рвота, боли в животе, судорожный синдром.
Яд каракурта нейротоксичен, распространяется по лимфатическим путям и содержит около шести активных компонентов с молекулярным весом от 5000 до 130 000 Дальтон. Поражает мембраны двигательных окончаний нейронов в нейро-мышечных синапсах, что оставляет открытыми каналы для притока ионов натрия (Na+), а также вызывает выделение ацетилхолина и норэпинефрина (адреналина) в синапсах и ингибирует обратную химическую реакцию. Результатом является избыточная стимуляция в ганглиях двигательных мышечных нейронов. Укус самки каракурта вызывает комплекс симптомов, называемый латродектизм. Местные проявления ограничены развитием двух маленьких красных пятен на месте укуса, а также небольшим покраснением, незначительной отёчностью или онемением. Симптоматика развивается позднее и занимает период времени от 15 минут до 6 часов. Обычно, чем короче промежуток времени между укусом и развитием симптомов, тем тяжелее клиника.
При укусе человека бурым пауком-отшельником (Loxosceles) вначале на месте укуса возникает лёгкое жжение. Спустя 8 часов место укуса краснеет и становится резко болезненным, формируется заполненный жидкостью волдырь, который затем сходит, оставляя после себя глубокую язву, которая продолжает увеличиваться. Может повышаться температура, появляются боли по всему телу, чувство беспокойства. В редких случаях укус бурого паука-отшельника приводит к смертельному исходу (чаще у детей).
Укус бразильского странствующего паука (Phoneutria, «банановый паук») у мужчин может вызывать стойкий, многодневный приапизм; известны случаи с летальным исходом.
Если укусил каракурт или скорпион, необходимо срочно ввести сыворотку противоядия, а также принять сердечно-сосудистые средства.

## Скорпионы
Укус скорпиона гораздо более опасен. В месте укуса возникает нестерпимая боль, отёк, напряжение тканей. У пострадавшего развиваются лихорадка, боль во всем теле, потливость, слезотечение. Возникают сильные боли в животе и вслед за ними судороги. Характерно нарушение дыхания. Первая помощь заключается в обеспечении неподвижности конечности, наложении жгута выше места укуса. Пострадавшего нужно обеспечить обильным питьём, дать обезболивающее. Необходима срочная госпитализация.

## Сольпуги
Укус сольпуги очень болезненный, но специфического яда животное не имеет. Возможно лишь инфицирование ранки при укусе, поэтому её необходимо продезинфицировать (йод, зелёнка), по поводу снятия боли необходимо обратиться за медицинской помощью.